# Seleção Australiana de Futsal Masculino
A Seleção Australiana de Futsal representa a Austrália em competições internacionais de futsal. 

## Melhores Classificações
- Copa do Mundo de Futsal da FIFA - 11º lugar em 1989
- Campeonato Asiático de Futsal - 4º lugar em 2012

1. ↑  «Futsal – Federation of Australian Futsal» (em inglês). 9 de junho de 2024. Consultado em 22 de setembro de 2024